# Thomas Erlin Kaiser
Pour les articles homonymes, voir Kaiser.
Thomas Erlin Kaiser (16 février 1863-29 février 1940) est un homme politique canadien de l'Ontario. Il est député fédéral conservateur de la circonscription ontarienne d'Ontario de 1925 à 1930.

## Biographie
Né à Edgely du comté d'York (en) dans le Canada-Ouest, Kaiser fréquente l'école secondaire Weston et l'Université de Toronto d'où il sort avec un doctorat de médecine en 1890. Il occupe ensuite plusieurs positions dans des conseils d'administration municipaux concernant les bibliothèques, l'éducation, l'aménagement et l'eau. En 1912, il devient membre du conseil de la Santé de l'Ontario. En 1916, Kaiser est promu major honoraire de la milice canadienne.
De 1907 à 1908, Kaiser occupe la fonction de maire d'Oshawa. En tant qu'auteur, il publie Historic sketches of Oshaw (1921) et A history of the medical profession of the county of Ontario (1934).
Élu député conservateur de la circonscription d'Ontario à la Chambre des communes du Canada en 1925 et réélu en 1926, il est défait en 1930.